# Eldor Shomurodov
Eldor Azamat oʻgʻli Shomurodov (usbekisch Эльдор Азамат ўғли Шомуродов; * 29. Juni 1995 in Jarqoʻrgʻon, Surxondaryo) ist ein usbekischer Fußballspieler. Der Stürmer steht bei der AS Rom unter Vertrag und ist Nationalspieler.

## Karriere

### Verein

#### Anfänge in der Heimat
Der in Jarqoʻrgʻon, Surxondaryo geborene Stürmer Eldor Shomurodov begann seine Profikarriere im Spieljahr 2014 beim FK Mashʼal Muborak in der höchsten usbekischen Spielklasse. Am 12. April 2014 (5. Spieltag) debütierte er beim 0:0-Unentschieden gegen Qizilqum Zarafshon in dieser, als er in der 76. Spielminute für Muydin Mamazulunov eingewechselt wurde. In dieser Saison bestritt er neun Kurzeinsätze, in denen er ohne Torerfolg blieb.
Zur folgenden Spielzeit 2015 wechselte er zum Ligakonkurrenten Bunyodkor Taschkent. Sein Debüt für den Hauptstadtverein bestritt er am 12. März 2015 (1. Spieltag) beim 2:0-Heimsieg gegen den FK Buxoro, als er in der 84. Spielminute für Sardor Rashidov eingewechselt wurde. Er etablierte sich rasch als wichtiger Bestandteil in der Offensive, musste jedoch bis zum 1:0-Heimsieg gegen den FK Olmaliq am 27. Juni 2015 (14. Spieltag) auf sein erstes Ligator warten. Im weiteren Saisonverlauf gelangen ihm sechs weitere Torerfolge. In der darauffolgenden Spielzeit 2016 verbuchte er in 27 Ligaeinsätzen zehn Treffer. Bis zu seinem Wechsel im Sommer 2017 hatte er im Spieljahr 2017 in 14 Ligaeinsätzen nur ein Mal getroffen.

#### FK Rostov
Am 15. Juli 2017 wechselte Shomurodov zum russischen Erstligisten FK Rostow. Sein Debüt gab er am 30. Juli 2017 (3. Spieltag) beim 1:0-Auswärtssieg gegen Amkar Perm, als er in der 88. Spielminute für Wladimir Djadjun eingetauscht wurde. Er wurde in dieser Saison 2017/18 hauptsächlich als Einwechselspieler eingesetzt und absolvierte insgesamt 18 Ligaspiele. Seine einzigen beiden Saisontore gelangen ihm am 29. April 2018 (28. Spieltag) beim 2:0-Heimsieg gegen den FK Tosno. In der nächsten Spielzeit 2018/19 startete er bereits regelmäßig, erzielte dennoch nur drei Tore in 26 Ligaeinsätzen. Den Durchbruch schaffte er in der darauffolgenden Saison 2019/20, in der er nach 12 Spieltagen bereits zehn Tore am Konto hatte. Im weiteren Saisonverlauf gelang ihm zwar nur noch ein Treffer, jedoch gehörte er mit elf Toren und sieben Vorlagen dennoch zu den erfolgreichsten Scorern der Liga.

#### Wechsel nach Italien zum CFC Genua
Am 1. Oktober 2020 wechselte er zum italienischen Erstligisten CFC Genua, wo er einen Vierjahresvertrag unterzeichnete. Damit wurde er nach Ilyos Zeytulayev zum zweiten usbekischen Spieler in der höchsten italienischen Spielklasse. Am 19. Oktober 2020 (4. Spieltag) absolvierte er beim 0:0-Unentschieden gegen Hellas Verona sein Debüt. In seiner ersten und einzigen Saison in Ligurien gelangen ihm 8 Tore in 31 Serie A Einsätzen.

#### AS Rom
Zur Saison 2021/22 wechselte Shomurodov zur AS Rom, der Stürmer unterschrieb einen Vertrag bis zum 30. Juni 2026. Sein Pflichtspieldebüt in der Qualifikation zur Conference League 2021/22 gegen Trabzonspor krönte der Usbeke mit einem Tor. Bei den Römern war er in der ersten Spielzeit die Alternative zu Tammy Abraham. Er kam zu 28 Einsätzen in der Serie A, wovon die meisten Einsätze als Joker waren. Sein erstes Serie A Tor für die Römer erzielte er am 12. Spieltag bei der 3:2-Niederlage gegen den FC Venedig. Am 19. Spieltag erzielte er beim 1:1-Unentschieden gegen Sampdoria Genua seinen zweiten Treffer. Der dritte und letzte Treffer dieser Saison gelang ihm ebenfalls gegen Venedig am 37. Spieltag (1:1). Mit der AS Roma gewann Shomurodov am 25. Mai 2022 mit der Conference League 2022 seinen ersten großen Titel. Im Endspiel gegen Feyenoord Rotterdam wurde er in der 89. Minute eingewechselt. Im Verlaufe dieses Wettbewerbs kam Shomurodov in acht von möglichen 13 Spielen zum Einsatz, in denen er zwei Torvorlagen zum Erfolg beisteuern konnte. Durch diesen Triumph wurde Shomurodov zum ersten usbekischen Fußballer, der in einem Europapokalwettbewerb erfolgreich war.
In der Saison 2022/23 kam Shomurodov bis Ende Januar 2023 zu sechs Einsätzen in 20 möglichen Ligaspielen sowie zu zwei Spielen in der Europa League mit einem Tor. Ende Januar 2023 wurde er bis zum Ende der Saison an Ligakonkurrenten Spezia Calcio ausgeliehen. Er bestritt 15 von 18 möglichen Ligaspielen für Spezia, in denen er ein Tor schoss. Ferner wurde er im Relegationsspiel über den Klassenerhalt eingesetzt, das Spezia verlor.
Ohne ein Spiel für Rom bestritten zu haben, wurde Shomurodov Ende Juli 2023 für die Saison 2023/24 an Cagliari Calcio ausgeliehen. Cagliari stieg zu dieser Saison in die Serie A auf. Shomurodov ist dabei der erste usbekische Spieler in der Geschichte des Vereins.

### Nationalmannschaft
Mit der usbekischen U20-Nationalmannschaft nahm Eldor Shomurodov an der U20-Weltmeisterschaft 2015 in Neuseeland teil, wo er in allen fünf Spielen der Auswahl zum Einsatz kam, ein Tor erzielte und das Viertelfinale erreichte.
Am 3. September 2015 debütierte er beim 1:0-Heimsieg gegen Jemen in der Qualifikation zur Weltmeisterschaft 2018 für die A-Nationalmannschaft. Bereits in seinem zweiten Länderspiel einen Monat später steuerte er zum 4:0-Auswärtssieg gegen Bahrain ein Tor bei. Seit seinem Debüt ist Shomurodov stets in der Offensive der weißen Wölfe gesetzt. Mit der Auswahl nahm er an der Asienmeisterschaft 2019 in den Vereinigten Arabischen Staaten teil. Im Auftaktspiel gegen den Oman erzielte er kurz nach seiner Einwechslung in der Schlussphase das entscheidende Tor zum 2:1-Sieg. Auch im zweiten Gruppenspiel gegen Turkmenistan konnte er mit zwei Toren überzeugen. Im dritten und letzten Gruppenspiel gegen Japan traf er erneut, konnte die 1:2-Niederlage aber nicht abwenden. Im Achtelfinale schied Usbekistan im Elfmeterschießen gegen Australien aus, bei dem Shomurodov aufgrund seiner Auswechslung in der 104. Spielminute nicht mitwirken konnte.
Bei der Zentralasienmeisterschaft 2023 gehörte er zum usbekischen Aufgebot und bestritt dort zwei Gruppenspiele und das gegen Iran verlorene Finale.

## Erfolge

### Verein
AS Rom:
- UEFA Europa Conference League: 2022

### Individuelle Auszeichnungen
- Usbekistans Fußballer des Jahres: 2019, 2021